# Секст Аппулей (консул 14 року)
Секст Аппулей (лат. Sextus Appuleius, 20 до н. е. — після 21) — політичний діяч ранньої Римської імперії, консул 14 року.

## Життєпис
Походив з впливового плебейського роду Аппулеїв. Син Секста Аппулея, консула 29 року до н. е., та Квінтілії.
У 1 році став членом колегії Арвальських братів. У 14 році його було обрано консулом разом з Секстом Помпеєм. Під час його каденції помер імператор Октавіан Август. Аппулей став одним з перших посадовців, хто присягнув Тиберію. Подальша доля Секста невідома.

## Родина
- Перша дружина — Фабія Нумантіна. Син від неї — Секст Аппулей.
- Друга дружина — Клавдія Марцелла Старша. Дочка від неї Аппулія Варила.